# MAN Lion’s City GXL
MAN Lion’s City GXL – czteroosiowy autobus miejski, produkowany przez niemiecką firmę MAN w Sadach koło Poznania.

## Historia modelu

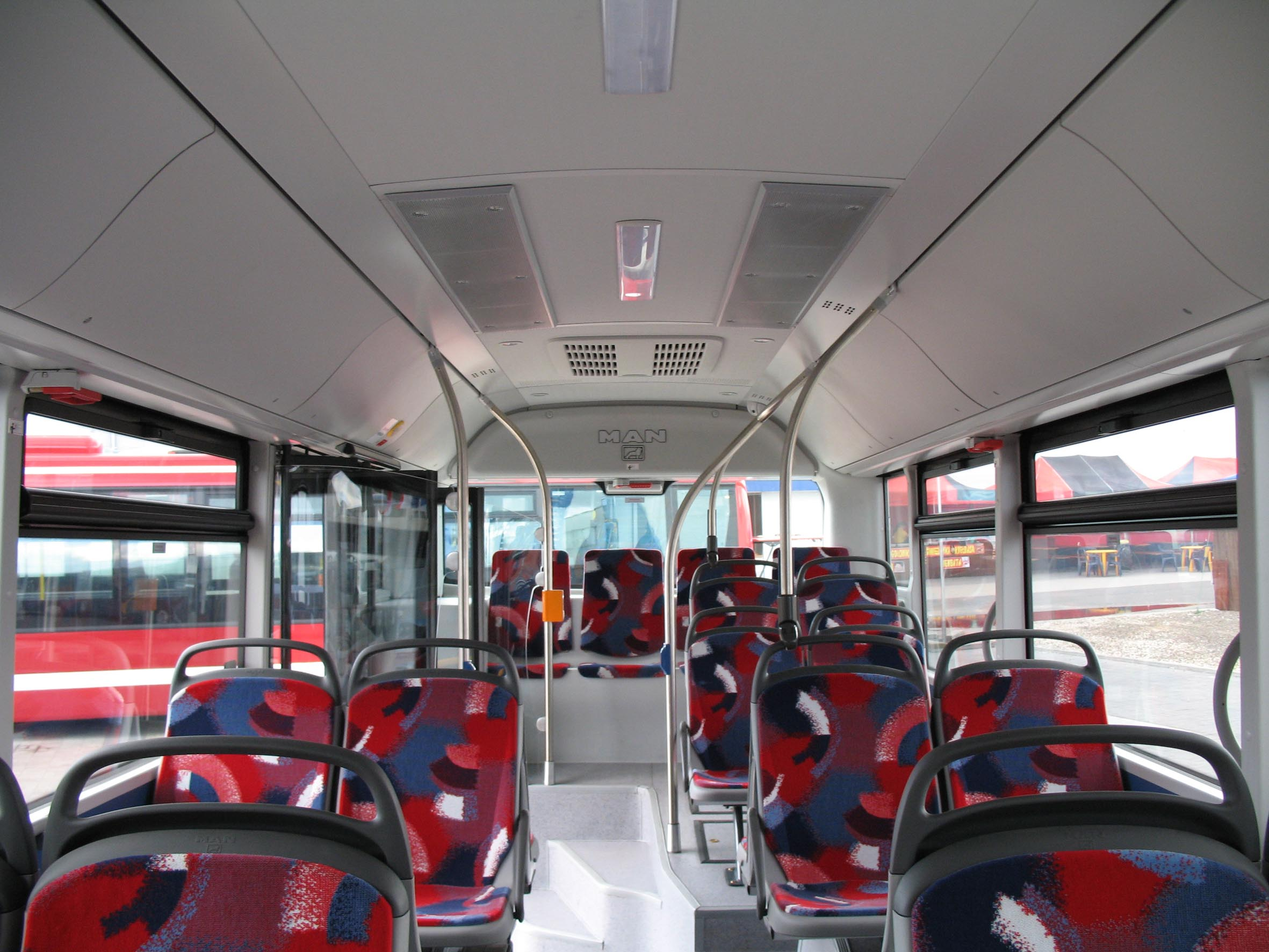
Wnętrze MAN Lion’s City GXL

Prototyp powstał latem 2007 roku. Jego produkcję uruchomiono jesienią 2007 roku lub wiosną 2008 roku, prawdopodobnie w firmie MAN STAR Trucks & Busses (obecnie MAN Bus). Jest to największy autobus miejski z rodziny MAN Lion’s City. Powstał przez połączenie przodu i tyłu dwóch dotychczas produkowanych autobusów. Model ten miał swoją światową premierę w trakcie targów Transexpo w Kielcach, we wrześniu 2007.
Pierwszym odbiorcą jest St. Gallen w Szwajcarii. Jego władze zamówiły 3 sztuki. Wszystkie autobusy dla tego miasta są wyposażone w poziomy silnik MAN D20 Common Rail (inna wersja nazwy lub typ: MAN D 2066 LUH) spełniający wymogi normy Euro 5 i jeszcze ostrzejszej amerykańskiej normy EEV. Czwarta oś autobusu jest samoskrętna, dzięki czemu ułatwia manewrowanie. Dzięki zastosowaniu półprzezroczystego poszycia przegubu rozjaśniono wnętrze autobusu.